# موریتز هارتمن (بازیکن فوتبال)
موریتز هارتمن (انگلیسی: Moritz Hartmann؛ زادهٔ ۲۰ ژوئن ۱۹۸۶) بازیکن فوتبال اهل آلمان است.
از باشگاه‌هایی که در آن بازی کرده‌است می‌توان به باشگاه فوتبال اینگولشتات ۰۴ اشاره کرد.